# Satomi Ishihara
Satomi Ishihara ( (石原 さとみ?, Ishihara Satomi); Tokyo, 24 dicembre 1986) è un'attrice giapponese.

## Biografia
Ha iniziato molto giovane, dapprima con il cinema, intraprendendo poi in parallelo anche una carriera di attrice televisiva partecipando dal 2003 a molti dorama assieme ad idol maschili ed attori affermati, quali Jun Matsumoto, Ryōsuke Yamada e Shun Oguri.

## Filmografia

### Cinema
- Jam Films, regia di Shunji Iwai e altri (2002)
- My Grandpa (Watashi no guranpa), regia di Yôichi Higashi (2003)
- One Year in the North (Kita no zeronen), regia di Isao Yukisada (2005)
- Jam Films S, regia di Masakazu Abe, Masaki Hamamoto, Ryuichi Takatsu e Ryo Tejima (2005)
- Hotai Club (Hôtai kurabu), regia di Yukihiko Tsutsumi (2007)
- Cinnamon the Movie, regia di Gisaburô Sugii (2007) - voce
- Ginmaku ban Sushi ôji!: Nyûyôku e iku, regia di Yukihiko Tsutsumi (2008)
- Flying Rabbits (Furaingu rabittsu), regia di Takahisa Zeze (2008)
- No Longer Human (Ningen shikkaku), regia di Genjirô Arato (2010)
- Zatoichi: The Last (Zatōichi Za Rasuto), regia di Junji Sakamoto (2010)
- The Incite Mill (Inshite miru: 7-kakan no desu gêmu), regia di Hideo Nakata (2010)
- Manzai gyangu, regia di Hiroshi Shinagawa (2011)
- Gekkou no kamen, regia di Itsuji Itao (2011)
- Sadako 3D, regia di Tsutomu Hanabusa (2012)
- Bungô: Sasayaka na yokubô, regia di Kazuyoshi Kumakiri e altri (2012)
- Karasu no oyayubi, regia di Tadafumi Ito (2012)
- Sadako 3D 2, regia di Tsutomu Hanabusa (2013)
- The Lion Standing in the Wind, regia di Takashi Miike (2015)
- Shingeki no kyojin - Attack on Titan (Shingeki no kyojin endo obu za wârudo), regia di Shinji Higuchi (2015)
- Shin Godzilla (Shin Gojira), regia di Hideaki Anno e Shinji Higuchi (2016)
- Mumon: The Land of Stealth (Shinobi no Kuni), regia di Yoshihiro Nakamura (2017)

### Televisione
- Sei il mio cucciolo (Kimi wa Petto) — serie TV, (2003)
- Teru teru kazoku — serie TV, (2003)
- Mado wo Aketara — serie TV, (2003)
- Be-Bop High School — Film TV, (2004)
- Water Boys 2 — serie TV, (2004)
- Tengoku E No Ouenka Cheers — serie TV,(2004)
- Climber's High — serie TV, (2005)
- Be-Bop High School — film TV, (2005)
- Akai Giwaku — serie TV, (2005)
- H2 — serie TV, (2005)
- Joyuu Kaihatsu Project xx Pro — serie TV,(2005)
- Yoshitsune — serie TV, (2005)
- Hyoten — serie TV, (2006)
- Te No Ue No Shabondama — serie TV, (2006)
- Ns' Aoi — serie TV, (2006)
- Koi No Kara Sawagi — serie TV, (2007)
- Hanayome to papa — serie TV, (2007)
- Tsubasa no oreta tenshitachi — serie TV,(2007)
- Walkin' Butterfly — serie TV, (2008)
- Puzzle 2 — serie TV, (2008)
- Rokumeikan — serie TV, (2008)
- Hidarime Tantei Eye — serie TV, (2009)
- Kochira Katsushika-ku Kameari kōen-mae hashutsujo — serie TV, (2009)
- Voice — serie TV, (2009)
- Shimei to Tamashii no Limit — serie TV,(2011)
- Bull Doctor (Buru Dokutā) — serie TV, (2011)
- Rich Man, Poor Woman — serie TV, (2012)
- Rich Man, Poor Woman — serie TV, (2013)
- Lucky Seven — serie TV, (2013)
- Chocolatier - Cioccolata per un cuore spezzato (Shitsuren Shokoratie) — serie TV, (2014)
- 5-ji kara 9-ji made — serie TV, (2015)
- Takane no hana — serie TV, (2018)
- Koi wa deep ni — serie TV, (2021)